# Christian Ramus (numismatiker)
 Der er flere personer med dette navn, se Christian Ramus.
Christian Ramus (3. januar 1765 i Maribo – 11. juli 1832 i Ordrup) var numismatiker og søn af provst Christian Ramus, præst i Maribo, senere i Stokkemarke (1725-1794), og dennes 2. hustru, Barbara født Thestrup (1732-1771). Han var farbror til matematikeren Christian Ramus.
Da han var 10 år gammel, blev han sendt til Herlufsholm, hvorfra han blev dimitteret 1781 med et udmærket vidnesbyrd. 1784 tog han filologisk eksamen og 1786 teologisk eksamen; senere blev han alumne på Borchs Kollegium og lærer i latin i Borgerdydskolen i København. 1789 rejste han udenlands med understøttelse af det lassenske stipendium og hjælp af velhavende slægtninge. I Göttingen studerede han et år under den berømte filolog Christian Gottlob Heyne, senere drog han til Wien, hvor han studerede oldtidens numismatik under Eckhel, og derefter til Italien, hvor han fortsatte sine numismatiske studier under Georg Zoëga og kardinal Stefano Borgias vejledning. 
Efter sin hjemkomst 1793 fik han magister- og doktorgraden for en afhandling om ligtaler hos athenienserne og holdt 1794-95 som privatdocent forelæsninger ved universitetet, navnlig over græske forfattere. 1795 blev han bibliotekar ved Det Classenske Bibliotek, fra hvilken stilling han først tog sin afsked 1831. Hans hu stod dog stadig til numismatikken, og det lykkedes ham endelig, efter en del genvordigheder, i 1799 at få tilsyn med møntkabinettet og 1801 at blive ansat som inspektør ved denne samling, til hvilken stilling han på grund af sine kundskaber var selvskreven. Af møntsamlingen, for hvilken han 1821 blev direktør, havde han store fortjenester, i det han dels sørgede for at skaffe de betydelige forøgelser, dels 1816 udgav en på latin affattet beskrivelse over de antikke mønter, ligesom han også begyndte en beskrivelse over de danske mønter. 
Ramus, der 1802 havde fået titel af professor og 1816 var bleven medlem af Videnskabernes Selskab, var på grund af sin sygelighed en noget vanskelig mand at omgås, men lige over for sine nærmeste var han en trofast støtte. Han døde ugift 11. juli 1832; et anfald af epilepsi gjorde under et landophold pludselig ende på hans næppe synderlig lykkelige liv. 
Han er begravet på Gentofte Kirkegård.